# Csha Dongmin
Csha Dongmin (hangul: 차동민, handzsa: 車東旻, RR: Cha Dong-min; 1986. augusztus 24.–) dél-koreai olimpiai bajnok, világbajnoki ezüstérmes taekwondózó.

## Pályafutása
A 2008-as olimpiai játékokon aranyérmet szerzett, 2012-ben azonban kiesett a negyeddöntőben. A 2016-os olimpián bronzérmet szerzett, és bejelentette visszavonulását a sporttól.